# Information Sciences Institute
El Instituto de Ciencias de la Información (ISI) de la Universidad del Sur de California está integrado en la Escuela de Ingeniería Viterbi de la Universidad del Sur de California (USC) y especializado en investigación y desarrollo en tecnologías de procesamiento de información, computación y comunicaciones. Su sede se encuentra en Marina del Rey, California.
ISI, por sus iniciales en inglés, participó activamente en la revolución de la información y desempeña un papel de liderazgo en el desarrollo y la gestión de la primera Internet y su predecesor ARPAnet. El Instituto realiza investigaciones básicas y aplicadas con el apoyo de más de 20 agencias gubernamentales de los EE. UU. involucradas en defensa, ciencia, salud, seguridad nacional, energía y otras áreas. La financiación anual es de unos 100 millones de dólares.
ISI emplea a unos 350 científicos investigadores, programadores de investigación, estudiantes graduados y personal administrativo en su sede de Marina del Rey, California y en Arlington, Virginia. Aproximadamente la mitad del personal de investigación tiene títulos de doctorado y alrededor de 40 son profesores de investigación que enseñan en la USC y asesoran a estudiantes de posgrado. Varios investigadores sénior son profesores titulares de la USC en la Escuela Viterbi.

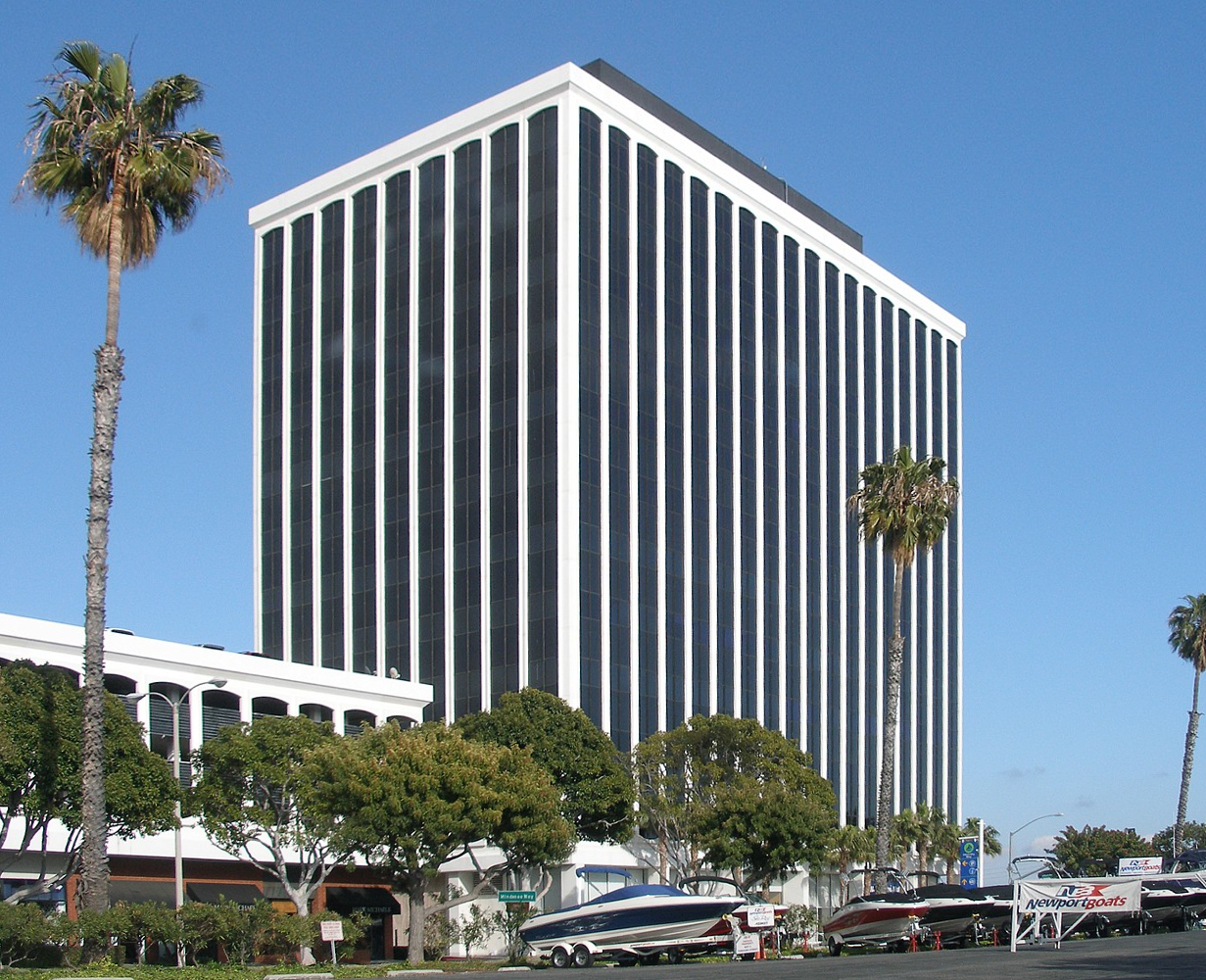
Sede de ISI en Marina del Rey, CA

## Investigación y patrocinadores
La investigación de ISI abarca la inteligencia artificial (IA), la ciberseguridad, la computación en cuadrícula, la computación en la nube, la computación cuántica, la microelectrónica, la supercomputación, los nanosatélites y muchas otras áreas. La experiencia en IA incluye procesamiento de lenguaje natural, en el que ISI tiene reputación internacional, robótica reconfigurable, integración de información, análisis de movimiento y análisis de redes sociales. La experiencia en hardware/software incluye seguridad de sistemas ciberfísicos, minería de datos, computación reconfigurable y computación en la nube. En redes, ISI explora la resiliencia de Internet, el análisis del tráfico de Internet y la fotónica, entre otras áreas. Los investigadores también trabajan en gestión de datos científicos, tecnologías inalámbricas, biomimética y redes eléctricas inteligentes, en las que ISI está asesorando al departamento de agua y energía de Los Ángeles en un importante proyecto piloto. Otra iniciativa actual involucra imágenes cerebrales de macrodatos en conjunto con la Escuela de Medicina Keck de la USC.
Los patrocinadores de ISI incluyen la oficina de investigación científica de las fuerzas aéreas, la agencia de proyectos de investigación avanzada del departamento de defensa, el departamento de educación, el departamento de energía, el departamento de seguridad nacional, los institutos nacionales de salud, la fundación nacional de ciencias y otros organismos científicos, técnicos y de defensa y agencias relacionadas.
Los socios corporativos incluyen a Chevron Corp. en el Center for Interactive Smart Oilfield Technologies (CiSoft), Lockheed Martin Company en el USC-Lockheed Martin Quantum Computing Center y la subsidiaria de Parsons Corp. Sparta Inc. en DETER Project, una iniciativa de investigación de ciberseguridad e internacional. el banco de pruebas ISI también se ha asociado con empresas como IBM Corporation, Samsung Electronics Company, Raytheon Company, GlobalFoundries Inc., Northrop Grumman Corporation y Carl Zeiss AG, y actualmente trabaja con Micron Technology, Inc., Altera Corporation y Fujitsu Ltd.
ISI también opera el Servicio de Implementación de Semiconductores de Óxido de Metal (MOSIS), un servicio de obleas de circuitos electrónicos de múltiples proyectos que ha creado prototipos para más de 60,000 chips desde 1981. MOSIS proporciona herramientas de diseño y diseños de circuitos de grupos para producir chips especiales y de bajo volumen para corporaciones, universidades y otras entidades de investigación en todo el mundo. El Instituto también ha dado lugar a varias empresas emergentes y derivadas de software en red, fusión de información geoespacial, traducción automática, integración de datos y otras tecnologías.

## Historia
ISI fue fundada por Keith Uncapher, quien dirigió el grupo de investigación informática en RAND Corporation en la década de 1960 y principios de la de 1970. Uncapher decidió dejar RAND después de que se recortara la financiación de su grupo en 1971. Se unió a la Universidad de California en Los Ángeles para crear un instituto de tecnología fuera del campus, pero le dijeron que la decisión tardaría 15 meses. Luego presentó el concepto a la USC y se aprobó la propuesta en cinco días. ISI se lanzó con tres empleados en 1972. Su primera propuesta fue financiada por la agencia de proyectos de investigación avanzada de defensa (DARPA) en 30 días con 6 millones de dólares.
ISI se convirtió en uno de los primeros nodos de ARPANET, el predecesor de Internet, y en 1977 ocupó un lugar destacado en una demostración de su viabilidad internacional. ISI también ayudó a refinar los protocolos de comunicación TCP/IP fundamentales para las operaciones de la red, y el investigador Paul Mockapetris desarrolló el ahora conocido como sistema de nombres de dominio caracterizado por .com, .org, .net, .gov y .edu en el que la red todavía opera. (Los nombres .com, .org y otros fueron inventados en SRI International, un colaborador actual) Steve Crocker originó la serie solicitud de comentarios (RFC), el registro escrito de la estructura técnica y el funcionamiento de la red que documentó y dio forma a la Internet inicial. Otro investigador de ISI, Danny Cohen, fue el primero en implementar paquetes de voz y paquetes de video sobre ARPANET, demostrando la viabilidad de la conmutación de paquetes para aplicaciones en tiempo real.
Jonathan Postel colaboró en el desarrollo de TCP/IP, DNS y el protocolo SMTP que admite correo electrónico. También editó el RFC durante casi tres décadas hasta su repentina muerte en 1998, cuando los colegas de ISI asumieron la responsabilidad. El instituto mantuvo esa función hasta 2009. Postel dirigió simultáneamente la Autoridad de Números Asignados de Internet (IANA) y su predecesor, que asignan direcciones de Internet. IANA fue administrada por ISI hasta que se creó una organización sin fines de lucro, ICANN, para ese propósito en 1998.

## Otros logros
Algunas de las primeras aplicaciones de seguridad de la red y una de las primeras computadoras portátiles del mundo también se originaron en ISI.
Los investigadores de ISI también crearon o cocrearon:
- Estándar de computación en red GLOBUS[35][36]
- Lenguaje y entorno de representación del conocimiento LOOM, o LOOM (ontología)
- Supercomputadora MONARCH en un chip[37][38]
- Soar (arquitectura cognitiva) para el desarrollo de sistemas de comportamiento inteligente
- Pegasus (gestión del flujo de trabajo)

En 2011, varios expertos en lenguaje natural de ISI asesoraron al equipo de IBM que creó Watson, la computadora que se convirtió en la primera máquina en ganar contra competidores humanos en Jeopardy! programa de televisión. En 2012, Kevin Knight de ISI encabezó una exitosa campaña para descifrar el cifrado Copiale, un extenso manuscrito cifrado que permaneció ilegible durante 250 años. También en 2012, USC-Lockheed Martin Quantum Computing Center (QCC) se convirtió en la primera organización en operar un sistema cuántico fuera de su fabricante, D-Wave Systems, Inc. USC, ISI y Lockheed Martin ahora están realizando investigaciones básicas y aplicadas en computación cuántica. Un segundo sistema cuántico se encuentra en el Centro de Investigación Ames de la NASA y es operado conjuntamente por la NASA y Google.
La Escuela de Ingeniería Andrew y Erna Viterbi de la USC fue clasificada entre las 10 mejores escuelas de posgrado en ingeniería del país por US News & World Report en 2015. Incluyendo ISI, USC ocupa el primer lugar a nivel nacional en gastos federales de investigación y desarrollo de ciencias de la computación.

## Estructura organizativa
ISI está organizado en siete divisiones centradas en diferentes áreas de investigación:
- Electrónica avanzada: investigación y fabricación de circuitos integrados de servicios compartidos MOSIS, conceptos CMOS y post-CMOS, y biomimética
- Tecnología y sistemas computacionales: computación cuántica; supercomputación; computación en la nube, inalámbrica, reconfigurable y multinúcleo; microarquitectura y electrónica; tecnologías de automatización de la ciencia; redes sociales y sistemas espaciales
- Investigación de sistemas informáticos: computación en red, seguridad de la información, arquitecturas orientadas a servicios, imágenes e informática médica que tienen como objetivo transformar los procesos de descubrimiento, práctica y entrega de atención médica.
- Inteligencia artificial: inteligencia artificial en lenguaje natural, traducción automática, integración de información, educación, robótica y otras disciplinas.
- Redes y ciberseguridad: investigación de seguridad en Internet y banco de pruebas internacional, enfoques de monitorización de Internet, y redes de sensores que enfatizan tanto la teoría como la práctica de redes.
- Tecnología y sistemas espaciales: investigación espacial y participación práctica para estudiantes a través del centro de investigación de ingeniería espacial, operado conjuntamente por ISI y USC.
- Análisis de visión, imagen, voz y texto: el centro de análisis de visión, imagen, voz y texto (VISTA) de ISI es un líder reconocido internacionalmente en áreas como el procesamiento de señales multimedia, la visión artificial y el análisis del lenguaje natural.

Los grupos especializados, más pequeños, de investigación operan en diferentes áreas.
ISI está dirigido por el director ejecutivo Craig Knoblock, que anteriormente fue director de la división de IA.